# Шумяничи
Шумяничи (бел. Шумянічы) — деревня в Мстиславском районе Могилёвской области Белоруссии. Входит в состав Красногорского сельсовета.

## География
Деревня находится в северо-восточной части Могилёвской области, в пределах Оршанско-Могилёвской равнины, вблизи истока реки Серебрянки, на расстоянии примерно 2 километров (по прямой) к юго-востоку от Мстиславля, административного центра района. Абсолютная высота — 191 метр над уровнем моря. К западу от населённого пункта проходит республиканская автодорога Р15.

## История
В конце XVIII века деревня входила в состав Мстиславского воеводства Великого княжества Литовского.
Согласно «Списку населенных мест Могилёвской губернии» 1910 года издания населённый пункт входил в состав Казимирово-Слободского сельского общества Казимирово-Слободской волости Мстиславского уезда Могилёвской губернии. В деревне имелось 18 дворов и проживало 136 человек (73 мужчины и 63 женщины).

## Население
По данным переписи 2009 года, в деревне проживало 29 человек.